# Єдльня-Летнісько (гміна)
Єдльня-Летнісько (гміна) (пол. Gmina Jedlnia-Letnisko) — місько-сільська гміна у центральній Польщі. Належить до Радомського повіту Мазовецького воєводства.
Станом на 31 грудня 2011 у гміні проживало 12216 осіб.

## Площа
Згідно з даними за 2007 рік площа гміни становила 65.57 км², у тому числі:
- орні землі: 78.00%
- ліси: 13.00%

Таким чином, площа гміни становить 4.29% площі повіту.

## Населення
Станом на 31 грудня 2011:
| Опис     | Загалом | Загалом | Чоловіки | Чоловіки | Жінки | Жінки |
| -------- | ------- | ------- | -------- | -------- | ----- | ----- |
| одиниця  | осіб    | %       | осіб     | %        | осіб  | %     |
| все      | 12216   | 100     | 6061     | 49.62    | 6155  | 50.38 |
| міське   | 0       | 100     | 0        |          | 0     |       |
| сільське | 12216   | 100     | 6061     | 49.62    | 6155  | 50.38 |

## Сусідні гміни
Єдльня-Летнісько (гміна) межує з такими гмінами: Ґузд, Пйонкі, Пйонкі, Ястшембія.